# Zelenec
Zelenec (Chlorophytum) je rod rostlin z čeledi chřestovité. Zahrnuje asi 200 druhů a je rozšířen v tropech a subtropech Starého světa. Některé druhy jsou pěstovány jako pokojové rostliny.

## Popis
Rostliny mají dlouhé úzké listy, které jsou 20–40 cm dlouhé a 5–20 mm široké a rostou z centrální růžice.
Je to populární okrasná rostlina. Nejčastěji pěstovanými kultivary jsou pestrolistý 'Vittatum' s jedním středovým či 'Variegatum' se dvěma širokými žlutavě bílými pásy podél každého listu. Zelenec je obzvláště populární rostlina pro začátečníky, protože se snadno pěstuje a rozmnožuje, je velmi tolerantní k zanedbávání a je schopna se přizpůsobit široké škále podmínek. Anglicky se nazývá spider plant.
Zelenec lze pěstovat nejen klasicky v půdě, ale také hydroponicky, tedy pouze v nádobě s vodou. Stačí rostlině zajistit dostatek slunečního světla. Nejvhodnější je skleněná průhledná nádoba, ale možné jsou i keramické vázy.

### Čistička vzduchu
U zelence bylo také prokázáno, že snižuje znečištění vnitřního ovzduší.

### Pěstování
Je prokázáno, že zelenec zbavuje vzduch v místnosti toxických látek a některých choroboplodných zárodků. Jeho pěstování je jednoduché. V létě snese teplotu 20 až 25 °C, v zimě nejlépe 10 až 15 °C, teplota by ale neměla klesnout pod 7 °C. Rostlina dobře snáší slunné i stinné stanoviště, kultivary s pruhovanými listy se ale nejlépe vybarví na slunci. V létě je možné i umístění na venkovní stanoviště. V době vegetace musí být zálivka hojná, vyhnout byste se však měli přemokření substrátu. V zimě zálivku mírně omezte. Je-li to možné, používejte k zálivce měkkou (dešťovou) vodu. V létě prospěje vzdušná vlhkost okolo 70 %, při vyšších hodnotách se mohou objevit zahnědlé špičky listů. V zimě (při snížení teploty) je vhodné snížit i vzdušnou vlhkost. Přesazování je vhodné na jaře (ale v podstatě je možné kdykoliv) do směsi pařeništní zeminy, rašeliny, drnovky a písku, smíchané v poměru 2:1:1:1, pH by mělo být v rozmezí 6-7,5. Starší rostliny obvykle postačí přesadit 1x za dva roky, mladší třeba přesazovat i 2x ročně. Zahnědlé konce listů se objevují při pěstování v příliš suchém nebo příliš vlhkém vzduchu, nebo při nadměrné zálivce, nebo při podvýživě (pak je třeba přesadit nebo přihnojit). Pokud v zimě listy blednou, žloutnou, poklesávají či opadávají, bývá příčinou vysoká teplota nebo nedostatek světla. Jestliže se během zimního období objeví na listech hnědé proužky, pak je obvykle příčinou mnoho vody při pěstování v chladném prostoru (takže je třeba zalévat méně). Jsou-li listy v době vegetace hnědě puntíkované, žloutnou či opadávají, pak jde zřejmě o příliš suchý substrát.

### Množení
Množení je možné pomocí mladých rostlin na konci šlahounů, které velmi snadno zakoření téměř kdykoliv (buď po oddělení od mateřské rostliny ve sklence vody, nebo je možné je nejdříve zasadit a teprve po zakořenění odříznout od mateřské rostliny). Případně lze dělit starší rostliny.

## Galerie

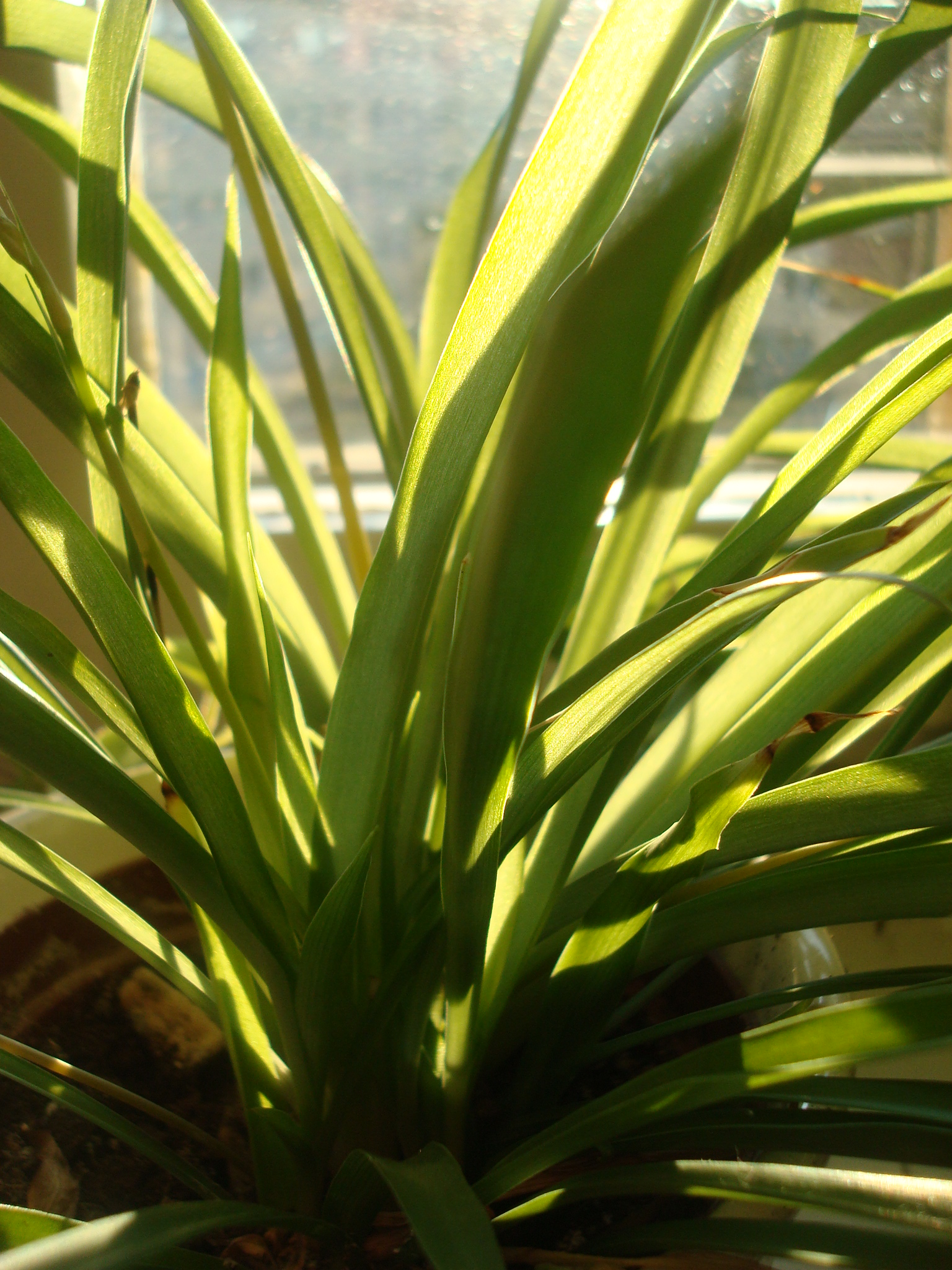
Zelenec
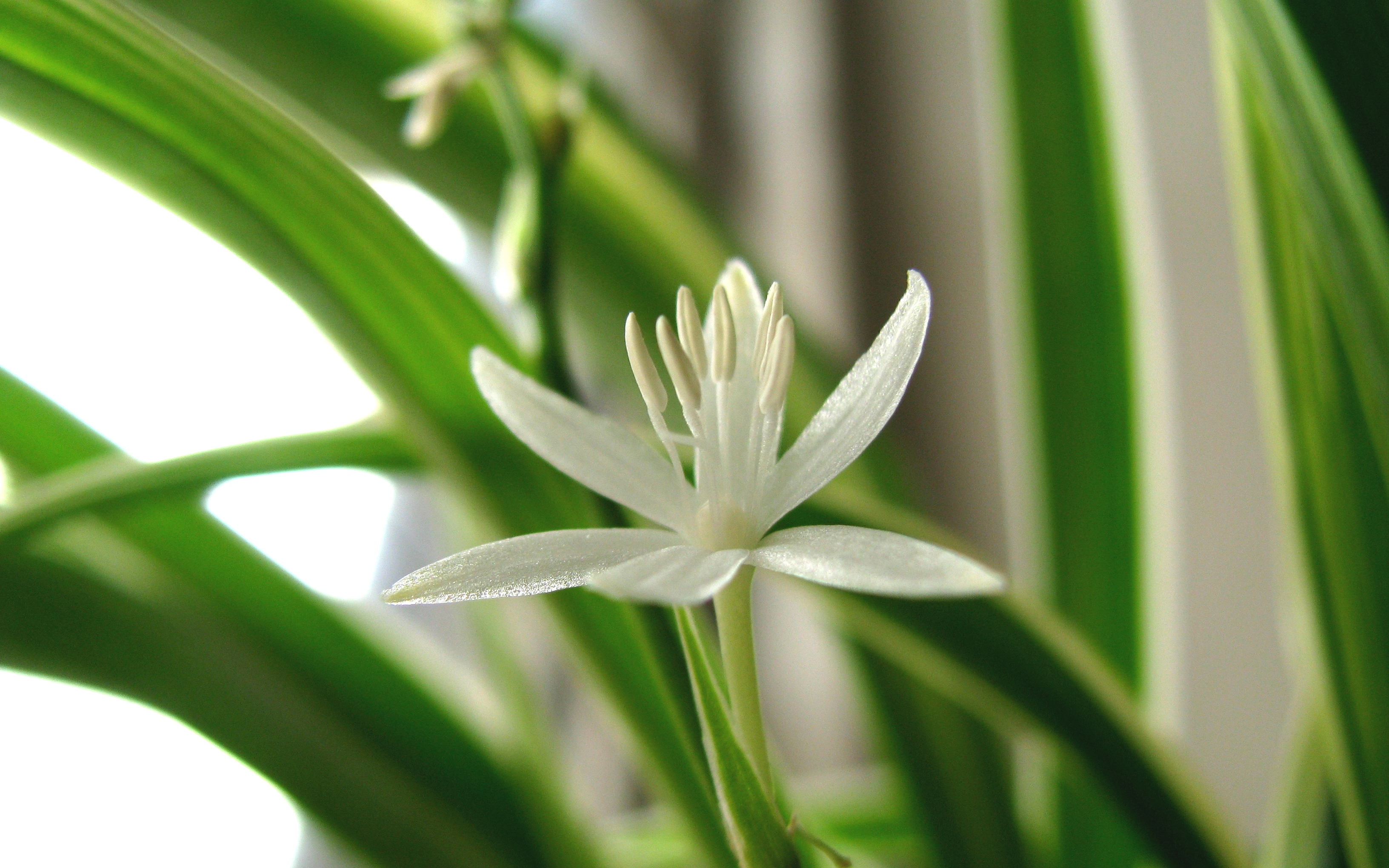
Květy
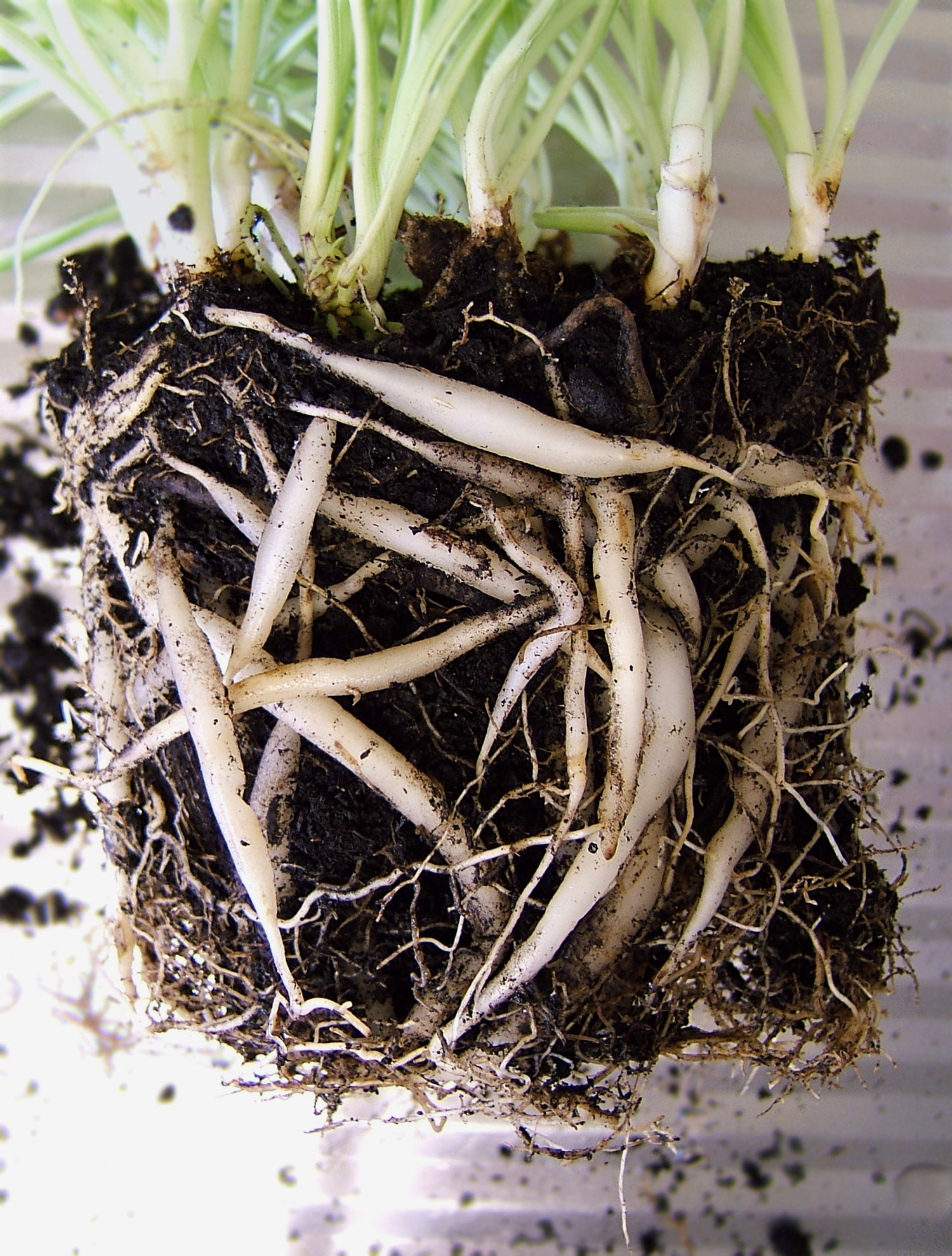
Kořeny